# Nicolai Hartmann

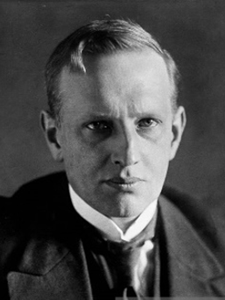
Nicolai Hartmann

Paul Nicolai Hartmann (* 7. Februarjul. / 19. Februar 1882greg. in Riga, Russisches Kaiserreich; † 9. Oktober 1950 in Göttingen) war ein deutscher Philosoph und Professor für Philosophie. Er gilt als Fundamentalontologe, als bedeutender Vertreter des kritischen Realismus und als einer der wichtigen Erneuerer der Metaphysik im 20. Jahrhundert.

## Leben
Nicolai Hartmann war der Sohn des Ingenieurs Carl August Hartmann und dessen Frau Helene, geb. Haukmann. Er besuchte ab 1897 das deutschsprachige Gymnasium in Sankt Petersburg. In den Jahren 1902 und 1903 studierte er Medizin an der Kaiserlichen Universität Dorpat sowie von 1903 bis 1905 klassische Philologie und Philosophie in Petersburg. Dieses Studium setzte er ab 1905 in Marburg fort, wo er vor allem die Neukantianer Hermann Cohen und Paul Natorp hörte. Hier begann die lebenslange Freundschaft mit Heinz Heimsoeth. Im Jahr 1907 promovierte er mit der Arbeit Das Seinsproblem in der griechischen Philosophie vor Plato. Gleichsam als Fortsetzung erschien 1909 das Buch Platos Logik des Seins. Bereits im gleichen Jahr habilitierte er sich über das Thema Des Proklus Diadochus philosophische Anfangsgründe der Mathematik.
Im Jahr 1911 heiratete Hartmann Alice Stepanitz, mit der er 1912 die Tochter Dagmar bekam. Im gleichen Jahr veröffentlichte er Philosophische Grundfragen der Biologie. Von 1914 bis 1918 leistete er Kriegsdienst als Dolmetscher, Briefzensor und Nachrichtenoffizier. Nach dem Krieg erhielt er 1919 in Marburg eine Stelle als Privatdozent. In dieser Zeit lernte er Martin Heidegger kennen. 1920 wurde er außerordentlicher Professor, und 1921 erschien das Werk, das seine eigenständige philosophische Position kennzeichnete, die Grundzüge einer Metaphysik der Erkenntnis. Im Jahr darauf wurde er ordentlicher Professor als Nachfolger auf dem Lehrstuhl von Natorp. 1925 wechselte er nach Köln, wo er Kontakt zu Max Scheler bekam. Im Jahr 1926 veröffentlichte er die Ethik als seine zweite bedeutende Schrift, in der er ähnlich wie Scheler eine materiale Wertethik vertrat. Im selben Jahr wurde er von seiner Frau geschieden.
1929 heiratete Hartmann Frida Rosenfeld, mit der er einen Sohn, Olaf (1930), und eine Tochter, Lise (1932), bekam. 1931 folgte er einem Ruf nach Berlin auf eine Professur für theoretische Philosophie. Den Lehrstuhl hatte er bis 1945 inne. In dieser Zeit erarbeitete er in mehreren Schritten seine Ontologie mit Das Problem des geistigen Seins (1933), Zur Grundlegung der Ontologie (1935), Möglichkeit und Wirklichkeit (1938) sowie Der Aufbau der realen Welt. Grundriß der allgemeinen Kategorienlehre (1940).
Nach dem Tod von Paul von Hindenburg sprach sich Nicolai Hartmann u. a. zusammen mit Martin Heidegger, Carl Schmitt und Erich Rudolf Jaensch im Völkischen Beobachter für die „Übertragung der Befugnisse des Reichspräsidenten auf Hitler“ aus.
Die Zeit des Nationalsozialismus scheint Hartmann weitgehend unberührt von und gegenüber den Machthabern verbracht zu haben. Allerdings zeigen Unterlagen im Habilitationsverfahren von Gerhard Lehmann von Dezember 1939, dass er sich einer Einstufung der jüdischen Vertreter der Marburger Schule als „bloßen Logizismus“ der „jüdischen Geistesgeschichte“ nicht widersetzte. Einen Tribut zollte er auch mit der Herausgabe eines Sammelbandes Systematische Philosophie (1942) im Rahmen einer NS-Schriftenreihe („Aktion Ritterbusch“). Hier kamen zunächst als „Vertreter des Nationalsozialismus“ Arnold Gehlen („Anthropologie“) und Erich Rothacker („Kulturanthropologie“) zu Wort. Hartmann folgt mit „Neue Wege der Ontologie“, einem zusammenfassenden Überblick über die drei letzten großen ontologischen Schriften. Der Band enthält des Weiteren Überblicksartikel von Otto Friedrich Bollnow („Existenzphilosophie“) und Heimsoeth („Geschichtsphilosophie“). Trotzdem wurde er 1942 vom Amt Rosenberg, der kulturpolitischen Überwachungsbehörde, „mit Bedenken betrachtet“ und seine Ablehnung folgendermaßen begründet: „Dem Katholizismus verbunden, wird von weltanschaulichen Gegnern zitiert.“ Innerhalb der SD-Dossiers über Philosophie-Professoren des Sicherheitsdienstes des Reichsführers SS, worin Philosophen ideologisch klassifiziert wurden, erhielt Nicolai Hartmann aus SS-Sicht folgende Beurteilung: „von jeher national. Loyal auch gegenüber dem NS, ohne pol. Aktivität, aber durchaus sozial eingestellt. (Siehe Zuwendung für die NSV, Aufnahme von Ferienkindern usw.)“.
Von 1945 bis 1950 lehrte Hartmann an der Georg-August-Universität Göttingen. Im Jahr seines Todes (nach einem Schlaganfall) erschien noch als spezielle Kategorienlehre die Philosophie der Natur. Postum wurden die Werke Teleologisches Denken (1951) und Ästhetik (1953) veröffentlicht. In Solingen ist die Hartmannstraße im Stadtteil Wald nach ihm benannt.

Bei aller Nüchternheit war Hartmann durchaus in der Lage, sich zu begeistern und sich in einer bildhaften Sprache zu äußern: 

„Die Tragik des Menschen ist die des Verhungernden, der an der gedeckten Tafel sitzt und die Hand nicht ausstreckt, weil er nicht sieht, was vor ihm ist. Denn die wirkliche Welt ist unerschöpflich an Fülle, das wirkliche Leben ist wertgetränkt und überströmend, wo wir es fassen, da ist es voller Wunder und Herrlichkeit.“

## Philosophie

### Metaphysik der Erkenntnis
In seinen frühen Arbeiten bis einschließlich zur Habilitation stand Hartmann weitgehend auf dem Boden des Neukantianismus und des von ihm vertretenen Idealismus mit seiner Lehre einer konstituierenden Setzung von Realität durch den Geist. Die 1912 veröffentlichte Schrift zu den Grundfragen der Philosophie der Biologie, in der Hartmann sich positiv zum Darwinismus stellte, zeigt dann die Hinwendung zu einem naturwissenschaftlichen Materialismus und zum Atheismus in Anlehnung an Ludwig Feuerbach. 1921 brach er in seinem Werk Grundzüge einer Metaphysik der Erkenntnis (MdE), das ihn schlagartig berühmt machte, endgültig mit der Marburger Tradition und vertrat nun entschieden die Auffassung, dass die Realität unabhängig von der subjektiven Wahrnehmung existiere. Erkenntnis war nun für Hartmann, der aufgrund dessen dem kritischen Realismus zugerechnet wird, ein Vorgang, in dem ein vom erkennenden Subjekt verschiedenes Objekt im Bewusstsein abgebildet wird.
Hartmann hat den Titel „Metaphysik der Erkenntnis“ gezielt gewählt, um auszudrücken, dass die Grundannahme über die Relation von Erkenntnissubjekt und -objekt rational nicht zu erklären ist. Das unlösbare Rätsel der Beziehung von Erkenntnis und Sein führt nach Hartmann notwendig in Aporien. Entgegen Kant war Hartmann der Auffassung, dass man keine voraussetzungsfreie Erkenntnistheorie aufstellen kann. Jede Erkenntnistheorie hat metaphysische Voraussetzungen.
Während für Cohen Erkenntnis ein „gedankliches Erzeugen“ oder „Setzen“ eines Gegenstandes war, bedeutete Erkenntnis für Hartmann ein Erfassen von etwas schon Vorhandenem. Dieses Erfassen beschrieb Hartmann als einen Vorgang in drei Phasen.
1. Am Anfang steht, hier lehnte Hartmann sich an Husserl an, eine Phänomenologie der Erkenntnis. Hierzu gehören Vorgänge der Wahrnehmung ebenso wie Vorgänge des Bewusstseins, wie die Bildung von Repräsentationen, und der Erkenntnisfortschritt. In der phänomenologischen Betrachtung versucht man ein „Maximum an Gegebenheit“ (MdE, 43) zu erreichen. Allerdings zeigt sich, dass es Grenzen der Erkenntnis gibt. Der Mensch kann das Wesen der Wirklichkeit, von dem er und seine Erkenntnisleistung selbst lediglich ein Teil sind, nie vollständig erfassen. Bestenfalls kann er die Grenzen verschieben und seinen Erkenntnishorizont erweitern.
2. Im zweiten Schritt erfolgt eine Analyse der gegebenen Phänomene. Diese Analyse zeigt eine Grundaporie, die Grundlage für alle weiteren Probleme der Erkenntnis ist. Einerseits ist das Subjekt in den Grenzen seines Bewusstseins gefangen, andererseits bezieht es sich auf ein Seiendes außer sich selbst. Die Erkenntnis ist abhängig von der Beziehung auf einen Gegenstand außerhalb ihrer selbst. Hartmann suchte für diesen Widerspruch keine Lösung, sondern betrachtete ihn als gegeben.
3. Die Auffassung von der Existenz ist Ergebnis der phänomenologischen Betrachtung. Hartmann versuchte im dritten Schritt, diese Auffassung zu rechtfertigen. Sein wesentliches Argument ist, dass von der Annahme des Realismus, der sowohl die natürliche als auch die wissenschaftliche Weltsicht widerspiegelt, nur aus guten Gründen abgewichen werden darf. „In Wirklichkeit fällt also die Beweislast gerade dem Idealismus zu, eben weil er es ist, der sich vom natürlichen Gegenstandsbewusstsein und von der Sachlage des Erkenntnisphänomens entfernt und eine Behauptung aufstellt, die von vorn herein den Stempel der Widernatürlichkeit trägt.“ (MdE 229)

### Ethik
In der Ethik, einem seiner zentralen Werke, entwarf er im Anschluss an Max Scheler eine „materiale Wertethik“. Werte haben danach wie auch die Gegenstände der Mathematik oder Logik die Seinsweise eines „idealen Seins“ und werden durch Wertfühlen erfasst. 

„[Werte sind] Gebilde einer ethisch idealen Sphäre eines Reichs mit eigenen Strukturen, eigenen Gesetzen, eigener Ordnung.“

Zunächst setzte Hartmann sich kritisch mit verschiedenen alternativen ethischen Systemen auseinander. Hierzu gehören zunächst der Utilitarismus in seinen verschiedenen Varianten (Maximierung des Nutzens) sowie, als Pendant, Schopenhauers Mitleidsethik (Minimierung des Schadens). Bei diesen Konzepten liegt nach Hartmann eine Verwechselung von Nützlichkeit und Gutem vor. Dies führt zu einer „Verkennung und Verarmung des Wertgefühls“ und am Ende zu einem „Wertenihilismus“ (Ethik, 87). Gegen den Eudaimonismus wendete Hartmann ein, Glück sei keineswegs der höchste Wert. Es gäbe wertloses und sogar wertwidriges Glück, jedenfalls Glück ohne sittliche Grundlage (Ethik 87).

An Kant kritisierte Hartmann die rein subjektivistische (im Subjekt liegende) Begründung der Werte. Das Sittliche in der Gesinnung und die Autonomie des Willens eines Einzelnen reichten allein nicht zur Begründung der Werte. Zudem seien Kants Prinzipien nur formal. Nach Hartmann müssen apriorische ethische Prinzipien auch inhaltlich material sein (Ethik 107). Zudem sind Werte nicht nur rational, sondern haben auch eine Komponente der Intuition. 

„[…] es gibt eben ein reines Wert-Apriori. Das unmittelbar, intuitiv, gefühlsmäßig unser praktisches Bewusstsein, unsere ganze Lebensauffassung durchzieht, und allem, was in unseren Gesichtskreis fällt, die Wert-Unwert-Akzente verleiht.“

| I. Sittliche Werte                             |                     |                     |
| 1. Grundwerte                                  |                     |                     |
| das Gute – das Edle – die Fülle – die Reinheit |                     |                     |
| 2. Spezielle Werte                             |                     |                     |
| a) antike                                      | b) mittelalterliche | c) neuzeitliche     |
| Gerechtigkeit                                  | Nächstenliebe       | Fernstenliebe       |
| Weisheit                                       | Wahrhaftigkeit      | „schenkende Tugend“ |
| Tapferkeit                                     | Treue               | Persönlichkeit      |
| Beherrschung                                   | Demut               | Liebe               |
| II. außermoralische Werte                      |                     |                     |
| personale Werte                                | Güterwerte          | ästhetische Werte   |

Im zweiten Teil seiner Ethik beschrieb Hartmann in einer Werteschau die wesentlichen Phänomene ethischer Werte. „Philosophische Ethik ist eine Maieutik des sittlichen Bewusstseins.“ (Ethik, 29) Zum Reich der Werte zählte er Lustwerte, Güterwerte, Vitalwerte und sittliche Werte. Ähnlich wie in seiner Ontologie (s. u.) sah Hartmann zwischen den Wertebenen einen Schichtenaufbau. Bei der Ermittlung der materialen Werte stützte er sich stark auf Aristoteles, aber auch auf Nietzsche, den er als Entdecker neuer Werte würdigte. Hierzu zählt er zum Beispiel die „Fernstenliebe“, die man als frühes Konzept der Umweltethik, als Beschreibung des Nachhaltigkeitsprinzips, betrachten kann: „Es mag uns Heutigen utopisch klingen, wenn von uns der aufgeklärte Blick auf Generationen verlangt wird, die doch ohne unser Zutun Kinder eines anderen Geistes und einer anderen Weltlage sein werden. Dennoch bleibt es wahr, dass diese Generation unsere geschichtlichen Erben sein und die Früchte unseres Tuns ernten werden, und daß wir die Verantwortung tragen für das, was wir ihnen zu tragen geben.“ (Ethik 489).
Im dritten Teil der Ethik setzte sich Hartmann mit der Frage der Freiheit als Voraussetzung jeder Ethik und der Begründung einer Ablehnung der Relativität von Werten auseinander.
Hinsichtlich der menschlichen Willensfreiheit vertrat Hartmann die Auffassung, dass innerhalb eines deterministischen Systems die Intention bzw. der Wille als „überformender“ Faktor wirkt und so Entscheidungsfreiheit konstituiert. Ähnlich wie Kant betonte er, dass Willensfreiheit auf der Möglichkeit von rationalen Entscheidungen beruht, aber auch von äußeren und inneren Bedingtheiten stark beeinträchtigt ist. Erst aus diesem Zwiespalt heraus kann man jemandem Verantwortung zuschreiben, da er sich auch anders entscheiden könnte. Allerdings kann man die Selbstbestimmung ähnlich wie die Realität und die Existenz von Werten nicht rational beweisen, sondern muss sie als begründetes Faktum annehmen.

Die Begründung gegen die Relativität von Werten verfolgte Hartmann mit ontologischen Argumenten. Das mit einem Wert verbundene Sollen ist kein „Tunsollen“, sondern ein „Seinssollen“. Ein ideales Seinssollen ist unabhängig vom Subjekt. Der einzelne Mensch ist dagegen mit einem aktualen Seinssollen konfrontiert und dafür verantwortlich, dass die Möglichkeit eines Wertes zur Realität wird. Im Menschen erfolgt ein Übergang vom Idealen zum Realen durch seine Handlungen. Gegen den Konstruktivismus betonte Hartmann: „Nicht die Person konstituiert die Werte, sondern die Werte konstituieren die Person.“ (Ethik, 134) Allerdings sind nicht alle Personen durch die gleichen, unveränderlichen Werte auf die jeweils gleiche Art bestimmt. Es gibt vielmehr ein sich ständig wandelndes Wertebewusstsein. 

„Die Werte selbst verschieben sich nicht in der Revolution des Ethos. Ihr Wesen ist überzeitlich, übergeschichtlich. Aber das Wertebewusstsein verschiebt sich.“

### Ontologie
Nach der Abkehr von der traditionellen Metaphysik durch Kant und den deutschen Idealismus und in deren Nachfolge auch seitens des Neukantianismus entstand Mitte des 19. Jahrhunderts vor allem angestoßen durch Trendelenburg, Brentano und Meinong eine Rückbesinnung auf Aristoteles. Hinzu kam Husserls Phänomenologie als Instrument zur Analyse formaler Ontologie mit den Kategorien des Seienden überhaupt und materieller Ontologie mit den Kategorien besonderer Bereiche wie Natur, Geschichte oder Anthropologie.
Aus dieser Tradition heraus entwickelte sich Heideggers Existenzialontologie ebenso wie die „Neue Ontologie“, als deren prominentester Vertreter Hartmann gilt. „Die alte Seinslehre hing an der These, das Allgemeine, in der essentia zur Formalsubstanz verdichtet und im Begriff fassbar, sei das bestimmende und gestaltgebende Innere der Dinge. Neben die Welt der Dinge, in der auch der Mensch eingeschlossen ist, tritt die Welt der Wesenheiten, die zeitlos und materielos ein Reich der Vollendung des höheren Seins bildet.“ Hartmann hingegen klammerte die Frage nach dem „Sein an Sich“, nach der speziellen Metaphysik, aus und beschränkte seine Ontologie auf die Untersuchung des Seienden als Seiendem, auf die Welt der Wirklichkeit. Die Kategorien dieser neuen Ontologie werden „Zug um Zug den Realitätsverhältnissen abgelauscht.“ Aufgrund der Grenzen der Erkenntnisfähigkeit des Menschen fasste Hartmann seine gesamte Ontologie als Hypothese, als ein weiter zu entwickelndes Konzept auf.

#### Zur Grundlegung der Ontologie
Bei der phänomenologischen Untersuchung der Kategorien des Seienden unterschied Hartmann die „intentio recta“ als Untersuchung der natürlichen und wissenschaftlichen Einstellungen zu einem Gegenstand. Mit diesem Vorgehen können – anders als bei Kant oder im Neukantianismus – keine Ergebnisse a priori gewonnen werden. Den Gegenpol bildet die „intentia obliqua“, die sich apriorisch-deduktiv und reflektorisch mit dem Akt der Erkenntnis in Logik, Psychologie oder Erkenntnistheorie befasst.
Für Hartmann ist die Wirklichkeit in allem Seienden. „Das Sein des Seienden ist eines, wie mannigfaltig dies auch sein mag. Alle weiteren Differenzierungen des Seins sind aber nur Besonderungen der Seinsweise.“ (GdO, 38) „Sein ist ein Letztes, nach dem sich fragen lässt. Ein Letztes ist niemals definierbar. Definieren kann man nur aufgrund eines anderen, das hinter dem Gesuchten steht.“ (GdO, 43). Diese Undefinierbarkeit bedeutete für Hartmann, dass man vom Begriff des Seins kein Gegenteil bilden kann. Daher lehnte er auch eine dialektische Gegenüberstellung von „Sein“ und „Nichts“ (gegen Hegel und Heidegger) ab. Für ähnlich verfehlt hielt er auch Heideggers Frage nach dem „Sinn von Sein“. Die Untersuchung des Seienden als Seiendes geht auf die Wirklichkeit und nicht auf Begriffe (GdO, 42). Seiendes ist nicht mit Gegenständen gleichzusetzen, denn ein Gegenstand bestimmt sich durch seine Beziehung zu einem Subjekt. Seiendes ist hingegen subjektunabhängig.
Die phänomenologische Analyse führte Hartmann zu verschiedenen Unterscheidungen:
- Seinsmomente sind Dasein und Sosein
- Seinsweisen sind Realität und Idealität
- Seinsmodi sind Möglichkeit, Wirklichkeit und Notwendigkeit

Jedes Seiende hat sowohl Dasein als auch Sosein. Beide Aspekte sind untrennbar miteinander verbunden (GdO, 86). Dasein und Sosein haben sowohl reale als auch ideale Entitäten wie mathematische Gegenstände. Jedes Dasein hat ein Sosein. Und jedes Sosein ist stets ein Sosein eines Daseienden.
Realität und Idealität schließen sich hingegen aus. Ein Daseiendes ist entweder real oder ideal. Ideales ist nicht etwas nur Gedachtes, sondern nicht-gegenständliches Seiendes. Hierzu zählte Hartmann Mathematisches, Wesenheiten, Logisches und Werte. Ideales Seiendes ist zeitlos, allgemein und unveränderlich. Reales Seiendes ist dagegen zeitlich, konkret und vergänglich. Realität ist aufdringlich. Man erfährt sie in einem Widerstandserlebnis. Ideales ist in Realem als Struktur oder Gesetzmäßigkeit enthalten. So ist eine geometrische Kugel ein ideales Gebilde, das die Struktur einer materiellen Kugel beschreibt. Empirische Urteile beziehen sich stets auf reale Entitäten, mathematische Urteile auf ideales Seiendes. Beide Arten von Urteilen sind ein Erfassen von etwas An-sich-Seiendem.
Hartmann vertrat damit in Bezug auf das Universalienproblem eine realistische Position. Das Seiende und seine Eigenschaften sind unabhängig vom Subjekt. Das Ideale ist im Realen enthalten („universalia in rebus“). „Das allgemeine eben besteht keineswegs jenseits der Fälle (ante res) für sich, aber auch keineswegs in mente als von ihnen abstrahiertes (post rem), sondern durchaus in rebus.“ (GdO, 259) Das An-sich-Sein des Idealen begründete Hartmann damit, dass man nicht erklären könnte, dass die Natur mathematisch geformt ist, wenn es keine idealen Beziehungen gäbe. (GdO, 265) Diese Auffassung entspricht dem aristotelischen Universalienrealismus. Logische Sätze gelten, weil sie mit Seinstrukturen übereinstimmen (GdO, 302). Das reale Sein ist demnach das höhere Sein, das auf dem in ihm enthaltenen idealen Sein aufbaut (GdO 291).

#### Möglichkeit und Wirklichkeit
In seinem zweiten ontologischen Werk entwickelte Hartmann eine Modaltheorie. Er unterschied die Seinsmodi Möglichkeit, Wirklichkeit und Notwendigkeit sowie Zufälligkeit, Unmöglichkeit und Unwirklichkeit. Das Besondere an Hartmanns Modalanalyse besteht in seiner Behauptung, dass Wirklichkeit Möglichkeit und Notwendigkeit voraussetzt. Dass etwas möglich sein muss, damit es wirklich sein kann, ist leicht einsehbar. Die Notwendigkeit begründet Hartmann so: Ein Ding oder ein Geschehen kann nur wirklich werden, wenn alle Faktoren beisammen sind, die dieses Ding oder Geschehen konstituieren. Fehlt nur ein Faktor, wird nicht dieses Ding/Geschehen Wirklichkeit, sondern ein anderes. Kommen aber alle Faktoren zusammen, kann es nicht ausbleiben, dass dieses Ding/Geschehen wirklich wird. Es wird notwendig wirklich. Dies hat die verwirrende Konsequenz, dass das, was einmal (d. h. von der Vergangenheit bis zum Jetzt) Wirklichkeit geworden ist, nicht hatte anders kommen können. Denn wenn es anders hätte kommen können, dann wäre es eben anders geworden und nicht so, wie es jetzt geworden ist. Das Wirkliche ist eins. Was nicht wirklich geworden ist, war auch nicht möglich (, was unserem Satz aus der Alltagssprache widerspricht: Es wäre möglich gewesen, wenn ich doch nur …) Wirklichkeit ist durch Gründe (nicht unbedingt Ursachen) determiniert (WuM, 44). Handlungen können beispielsweise durch Motive determiniert werden. Ideale Möglichkeit und Wirklichkeit sind widerspruchslos. Eine (ideale) geometrische Figur ist konstruierbar und damit ideal existent. (MuW, 295)

#### Der Aufbau der realen Welt
Aufbauend auf der allgemeinen Seinsanalyse und der Modaltheorie entwickelte Hartmann eine allgemeine Kategorienlehre, die auf dem Schichtenbau des Seienden beruht.
Das reale Sein unterteilte er in die aufsteigenden Schichten von Unorganischem, Leben, Seele und Geist. In der Sphäre des Geistes unterschied Hartmann zusätzlich den personalen, objektiven und den objektivierten Geist.
- Personaler Geist umfasst alle individuellen Bewusstseinsakte.
- Objektiver Geist ist die Festigung des personalen Geistes in historisch wirksamen Strukturen wie in Erzählungen, Sitten, Recht oder Wissenschaften.
- Objektivierter Geist bedeutet, dass ein geistiger Gehalt an ein Realgebilde gebunden ist, zum Beispiel an ein konkretes Kunstwerk.

Jede Schicht baut auf der nächsten Stufe auf. In jeder Schicht gelten Fundamentalkategorien und spezifische Kategorien. Die Fundamentalkategorien bestehen aus Gegensatzpaaren (AdrW, 230). Sie sind elementar und nicht auf andere rückführbar.
| Ideales Sein zeitlos/allgemein                                     | Reales Sein zeitlich/individuell | Reales Sein zeitlich/individuell | Reales Sein zeitlich/individuell | Reales Sein zeitlich/individuell |
| Mathematische Gebilde Wesenheiten ethische Werte ästhetische Werte |                                  |                                  |                                  |                                  |
| räumlich                                                           | räumlich                         | nicht-räumlich                   | nicht-räumlich                   |                                  |
| Unorganisches                                                      | Leben                            | Seele                            | Geist                            |                                  |

Liste der Fundamentalkategorien
- Prinzip und Concretum
- Struktur und Modus
- Form und Materie
- Inneres und Äußeres
- Determination und Dependenz
- Einheit und Mannigfaltigkeit
- Einstimmigkeit und Widerstreit
- Gegensatz und Dimension
- Diskretion und Kontinuität
- Substrat und Relation
- Element und Gefüge

Hartmann betonte, dass seine Kategorien – anders als bei Aristoteles und Kant – nicht nach einem einheitlichen Prinzip ermittelt sind. Sie haben jedoch die grundlegende Eigenschaft, dass aus jedem Paar sich die anderen Paare schrittweise ableiten lassen. Hierdurch bilden die Kategorien jeweils einen Aspekt eines einheitlichen Zusammenhangs ab (AdrW, 255). Die Kategorienpaare haben in sich eine innere Bezogenheit und untereinander eine äußere Bezogenheit. Der Gehalt der Kategorien ist in den einzelnen Schichten unterschiedlich. So ist Determination etwa auf der Ebene des Unorganischen als physikalische Kausalität, auf der Ebene des Lebens als Trieb, in der Seele als Motiv und im Geistigen als Grund zu interpretieren.
Im dritten Teil von „Aufbau der realen Welt“ stellte Hartmann kategoriale Gesetzmäßigkeiten auf:
1. Kategorien sind mit dem Konkreten fest verbunden.
2. Kategorien bedingen sich innerhalb einer Kategorienschicht.
3. Kategorien aus der höheren Schicht enthalten viele der Kategorien aus der unteren Schicht, jedoch in abgewandelter Form.
4. Höhere Schichten sind von den niedrigeren abhängig, aber nicht umgekehrt.

Betrachtet man den Zusammenhang von Schichten und Kategorien, so enthalten für Hartmann viele Weltanschauungen den Grundfehler der prinzipiellen Einseitigkeit.
- Der Materialismus versucht, organische, seelische und geistige Phänomene aus physikalischen Prozessen abzuleiten und übersieht die komplexeren Strukturen auf der jeweils höheren Ebene.
- Ähnlich versucht der Biologismus Seelisches und Geistiges aus den Lebensprinzipien zu begründen und übersieht die Gesetze des Novums und der Freiheit. (AdrW, 498)
- Der Vitalismus versucht eine Erklärung mit dem Prinzip der Finalität, obwohl dies eine Kategorie des Geistes ist.
- Im Idealismus erfolgt eine Erklärung der Welt aus dem Prinzip des Subjektes, obgleich das Subjekt der Schicht des Geistes zuzuordnen ist.

Hartmann kritisierte unmittelbar die monistische Weltsicht bei Hegel und Marx.
„Beide suchen von einer einzigen Phänomengruppe aus das Ganze des geschichtlichen Seins zu verstehen. Bezeichnet man innerhalb des Ganzen das geistige Sein als die höhere Schicht, das wirtschaftliche als die niedere, so lässt sich formelhaft sagen: Hegel sucht das Ganze „von oben her“ zu begreifen, Marx „von unten her“. Hegel lässt keinen Raum dafür, dass neben dem Geist und seiner Selbstverwirklichung auch noch ökonomische Dinge selbständig in die geschichtliche Entwicklung eingreifen können; Marx wiederum sieht keinen Spielraum ursprünglich geistiger Tendenzen neben den Auswirkungen der Produktion vor.“

## Rezeption
Kurz nach dem Tod Hartmanns beurteilte Joseph Maria Bocheński dessen philosophische Leistung wie folgt:

„Nicolai Hartmann ist ohne Zweifel eine der bedeutendsten Gestalten der Gegenwartsphilosophie. Neben Whitehead und Maritain hat er als einer der Bahnbrecher der Metaphysik des 20. Jahrhunderts zu gelten. Weniger systematisch als diese, liegt seine Stärke in der Feinheit der Analyse und der bei Deutschen nicht allzu häufigen Gabe, seine Ideen in klarer Form, dabei fesselnd durch inhaltliche Hellsicht und Tiefe vorzubringen. Seine Arbeiten sind wahrhaft Vorbilder nüchterner Exaktheit und wissenschaftlicher Gründlichkeit.“

In der Folgezeit traten Hartmanns Werke allerdings immer mehr in den Hintergrund, da die analytische Philosophie ihre Blüte erlebte und auch die Existenzphilosophie größere Aufmerksamkeit auf sich zog. Im Bereich der Ontologie haben Hartmanns Werke immer einen hohen Stellenwert behalten.
Seine allgemeine Kategorienlehre beeinflusste eine Reihe bekannter Wissenschaftler wie den Psychologen Robert Heiß, den Neurologen Richard Jung, den Ethologen Konrad Lorenz und den Physiologen Karl Eduard Rothschuh. Hartmanns Kategorialanalysen sind aktuell, wenn beispielsweise in den Neurowissenschaften eine Reduktion psychischer Prozesse auf neuronale Prozesse (Reduktionismus) und letztlich auf Kategorien der Physik postuliert wird. Solche Versuche einer „Naturalisierung des Psychischen“ fordern dazu heraus, das Eigenständige (das kategoriale Novum) der Bewusstseinsphänomene gegenüber der Neurophysiologie und die unbedachten Grenzüberschreitungen (Kategorienfehler) im Sinne Hartmanns zu erkennen.
Im März 2009 wurde auf Initiative der italienischen Philosophen Roberto Poli und Carlo Scognamiglio sowie des kanadischen Philosophen Frederic Tremblay eine Nicolai-Hartmann-Society gegründet, deren erste internationale Konferenz im Sommer 2010 in Rom stattfand.
Im Februar 2013 teilte das Deutsche Literaturarchiv Marbach mit, dass es den Nachlass des Philosophen erworben habe. Es handele sich um Handschriften, Druckvorlagen und Redemanuskripte, die eine wichtige Ergänzung für die Sammlung zur Philosophie des Zwanzigsten Jahrhunderts seien.
In dem Marbacher Hartmann-Nachlass wurden die sogenannten „Cirkel-Protokolle“ gefunden. Nicolai Hartmann hat von 1920 bis 1950 an seinen jeweiligen universitären Wirkungsstätten (Marburg, Köln, Berlin, Göttingen) nahezu jedes Semester mit ausgewählten Studierenden Disputations-Cirkel zu jeweils einem Thema veranstaltet und die einzelnen Sitzungen als Dialoge protokollieren lassen. Diese „Cirkel-Protokolle“ wurden durch Joachim Fischer und Gerald Hartung im Rahmen eines DFG-Projektes (2016–2019) für eine Online-Edition vorbereitet.

## Schriften
Zu seinen wichtigsten Werken gehören das 1909 erschienene Werk Platons Logik des Seins, die Ethik (1925), Neue Wege der Ontologie (1942) und die Ästhetik (1953).
Bücher
- Des Proklus Diadochus philosophische Anfangsgründe der Mathematik, Töpelmann, Gießen 1909.
- Platos Logik des Seins, Töpelmann, Gießen 1909.
- Grundzüge einer Metaphysik der Erkenntnis. Vereinigung wissenschaftlicher Verleger, Berlin 1921.
- Die Philosophie des deutschen Idealismus – (1) Fichte, Schelling und die Romantik. de Gruyter, Berlin 1923 (Digitalisat)
- Die Philosophie des deutschen Idealismus – (2) Hegel. de Gruyter, Berlin 1929 (Digitalisat)
- Ethik. de Gruyter, Berlin-Leipzig 1925 (3. Auflage 1949).
- Aristoteles und Hegel. Stenger, Erfurt 1925.
- Zum Problem der Realitätsgegebenheit, Philosophische Vorträge. Pan Verlag, Berlin 1931.
- Das Problem des geistigen Seins: Untersuchungen zur Grundlegung der Geschichtsphilosophie und der Geisteswissenschaften. Walter de Gruyter, Berlin 1933; wieder Berlin 1946.
- Ontologie. 4 Bände. Walter de Gruyter, Berlin 1935–1950.
  - 1. Zur Grundlegung der Ontologie.
  - 2. Möglichkeit und Wirklichkeit.
  - 3. Der Aufbau der realen Welt: Grundriß der allgemeinen Kategorienlehre.[21]
  - 4. Philosophie der Natur: Abriß der speziellen Kategorienlehre.
- Neue Wege der Ontologie. Kohlhammer, Stuttgart 1942, 2014, Neue Ausgabe der 5. Auflage von 1969; ISBN 978-3-17-025361-2; S. 120.
- Systematische Philosophie. Kohlhammer, Stuttgart 1942.
- Leibniz als Metaphysiker. Walter de Gruyter, Berlin 1946.
- Teleologisches Denken. Walter de Gruyter, Berlin 1951.
- Ästhetik. Walter de Gruyter. Berlin 1953.
- Philosophische Gespräche. Vandenhoeck & Ruprecht, Göttingen 1954.
- Der philosophische Gedanke und seine Geschichte, Zeitlichkeit und Substantialität, Sinngebung und Sinnerfüllung. Walter de Gruyter, Berlin 1955.
- Kleinere Schriften – Bd. 1: Abhandlungen zur systematischen Philosophie, Bd. 2: Abhandlungen zur Philosophie-Geschichte, Bd. 3: Vom Neukantianismus zur Ontologie. Walter de Gruyter, Berlin 1955–1958.

Auswahl von Einzelbeiträgen
- Philosophische Grundfragen der Biologie. In: Wege zur Philosophie. Nummer 6, 1912.
- Diesseits von Idealismus und Realismus: Ein Beitrag zur Scheidung des Geschichtlichen und Übergeschichtlichen in der Kantischen Philosophie. In: Sonderdrucke der Kantischen Studien. Pan Verlag R. Heise, Berlin 1924, S. 160–206.
- Systematische Selbstdarstellung. In: Deutsche systematische Philosophie nach ihren Gestaltern. Junker & Dünnhaupt, Berlin 1933, S. 283–340.
- Das Problem des Apriorismus in der Platonischen Philosophie. In: Sitzungsberichte der Preußischen Akademie der Wissenschaften, Phil.-hist. Klasse, 15. Walter de Gruyter, Berlin 1935.
- Der philosophische Gedanke und seine Geschichte. In: Abh. der Preuß. Akademie der Wiss., Phil.-hist. Kl., 5. Walter de Gruyter, Berlin 1936.
- Der megarische und der Aristotelische Möglichkeitsbegriff: Ein Beitrag zur Geschichte des ontologischen Modalitätsproblems. In: Sitzungsber. der Preuß. Akademie der Wiss., Phil.-hist. Kl., 10. Walter de Gruyter, Berlin 1937.
- Heinrich Maiers Beitrag zum Problem der Kategorien. In: Sitzungsber. d. Preuß. Akademie der Wiss., Phil.-hist. Kl., 10. Walter de Gruyter, Berlin 1938.
- Aristoteles und das Problem des Begriffs. In: Abh. d. Preuß. Akademie der Wiss., Ph.-hist. Kl., 5. Walter de Gruyter, Berlin 1939.
- Zur Lehre vom Eidos bei Platon und Aristoteles. In: Abh. d. Preuß. Akademie der Wiss., Phil.-hist. Kl., 8. Walter de Gruyter, Berlin 1941.
- Neue Wege der Ontologie. In: Systematische Philosophie. Herausgeber Nicolai Hartmann, Stuttgart 1942.
- Die Anfänge des Schichtungsgedankens in der alten Philosophie. In: Abh. der Preuß. Akademie der Wiss., Phil.-hist. Kl., 3. Walter de Gruyter, Berlin 1943.
- Autobiographie. In: Werner Ziegenfuß: Philosophen-Lexicon, 1949.

Nicolai Hartmann „Dialoge“
- Nicolai Hartmanns Dialoge. Die „Cirkelprotokolle“, hrsg. v. Joachim Fischer u. Gerald Hartung. Unter Mitwirkung von Friedrich Hausen u. Thomas Kessel, Berlin/Boston: De Gruyter 2020, ISBN 978-3-11-042582-6.